# Now You're Gone - The Album
Now You're Gone - The Album is een studioalbum van de Zweedse producer Basshunter. Het album werd uitgebracht op 14 juli 2008 door Hard2Beat Records.

## Tracklist
| Nr.          | Titel                                                | Duur |
| ------------ | ---------------------------------------------------- | ---- |
| 1.           | "Now You're Gone" (feat. DJ Mental Theo’s Bazzheadz) | 2:30 |
| 2.           | "All I Ever Wanted"                                  | 2:58 |
| 3.           | "Please Don't Go"                                    | 2:50 |
| 4.           | "I Miss You"                                         | 3:47 |
| 5.           | "Angel in the Night"                                 | 3:23 |
| 6.           | "In Her Eyes"                                        | 3:14 |
| 7.           | "Love You More"                                      | 3:52 |
| 8.           | "Camilla"                                            | 3:16 |
| 9.           | "Dream Girl"                                         | 4:28 |
| 10.          | "I Can Walk on Water"                                | 3:46 |
| 11.          | "Bass Creator"                                       | 5:02 |
| 12.          | "Russia Privjet"                                     | 4:05 |
| Bonus tracks |                                                      |      |
| 13.          | "Boten Anna"                                         | 3:29 |
| 14.          | "DotA"                                               | 3:22 |
| 15.          | "Now You're Gone" (Fonzerelli Edit)                  | 3:15 |
| 16.          | "All I Ever Wanted" (Fonzerelli Edit)                | 2:34 |